# Tarnac
Tarnac (Tarnac auf Okzitanisch) ist eine französische Gemeinde mit 338 Einwohnern (Stand 1. Januar 2022) im Département Corrèze in der Region Nouvelle-Aquitaine. Die Einwohner nennen sich Tarnacois(es).

## Geografie
Die Gemeinde liegt im Zentralmassiv auf dem Plateau de Millevaches und somit auch im Regionalen Naturpark Millevaches en Limousin auf einer Höhe von 715 Metern. Der Ort liegt am linken Ufer des Oberlaufes der Vienne, ein linker Nebenfluss der Loire. Tulle, die Präfektur des Départements, befindet sich ungefähr 60 Kilometer südwestlich, Égletons etwa 40 Kilometer südlich und Ussel rund 40 Kilometer südöstlich.
Nachbargemeinden von Tarnac sind Faux-la-Montagne im Norden,  Peyrelevade im Osten, Meymac im Südosten, Saint-Merd-les-Oussines im Südosten, Bugeat im Süden, Toy-Viam und Viam im Westen sowie Rempnat Nordwesten.

## Geschichte
Der Name Tarnac kommt aus dem keltisch-römischen Sprachraum und bezeichnet das Gehöft (keltisches Suffix: -acum) und den Besitzer dieses Anwesens Tarinus, das Gehöft des Tarinus. So zeugt der Name schon einer langen Besiedlungsgeschichte, die bereits für das erste vorchristliche Jahrhundert durch 27 Grabhügel zwischen dem Puy Besseau und den Grands-Champs nachgewiesen ist. Die Existenz des Ortes selbst ist nachweisbar in Urkunden aus der Zeit der Karolinger unter der Form in centena Tarninense im Jahr 832 und unter der Form in vicaria cujum est vocabulum Tarnacensem im Jahre 871.

### Wappen
Beschreibung: In Rot drei silberne Merletten, im rechten oberen Viertel ist Hermelin.

## Einwohnerentwicklung
| Jahr      | 1962 | 1968 | 1975 | 1982 | 1990 | 1999 | 2007 | 2016 |
| Einwohner | 681  | 546  | 506  | 472  | 403  | 356  | 327  | 327  |

## Sehenswürdigkeiten

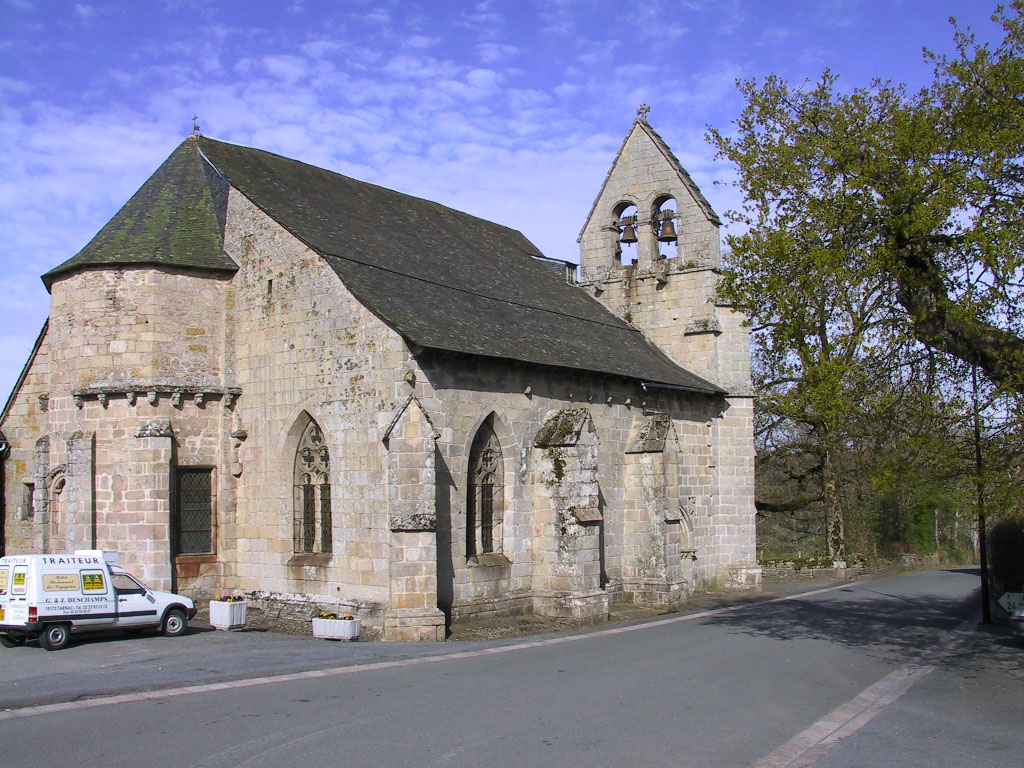
Kirche Saint-Gilles-Saint-Georges

- Die Kirche  Saint-Gilles-Saint-Georges, ein Sakralbau aus dem 12. Jahrhundert. Das Gebäude, eine der ältesten Kirchen der Region, ist seit 1919  als Monument historique klassifiziert[3].
- Der Brunnen Saint-Georges aus dem 18. Jahrhundert[4]
- Eine Löwenstatue aus dem 2. oder 3. Jahrhundert. Die Figur ist seit 2006 als Monument historique klassifiziert[5]
- Ein Schloss aus dem 17. Jahrhundert[6].